# Điện lực

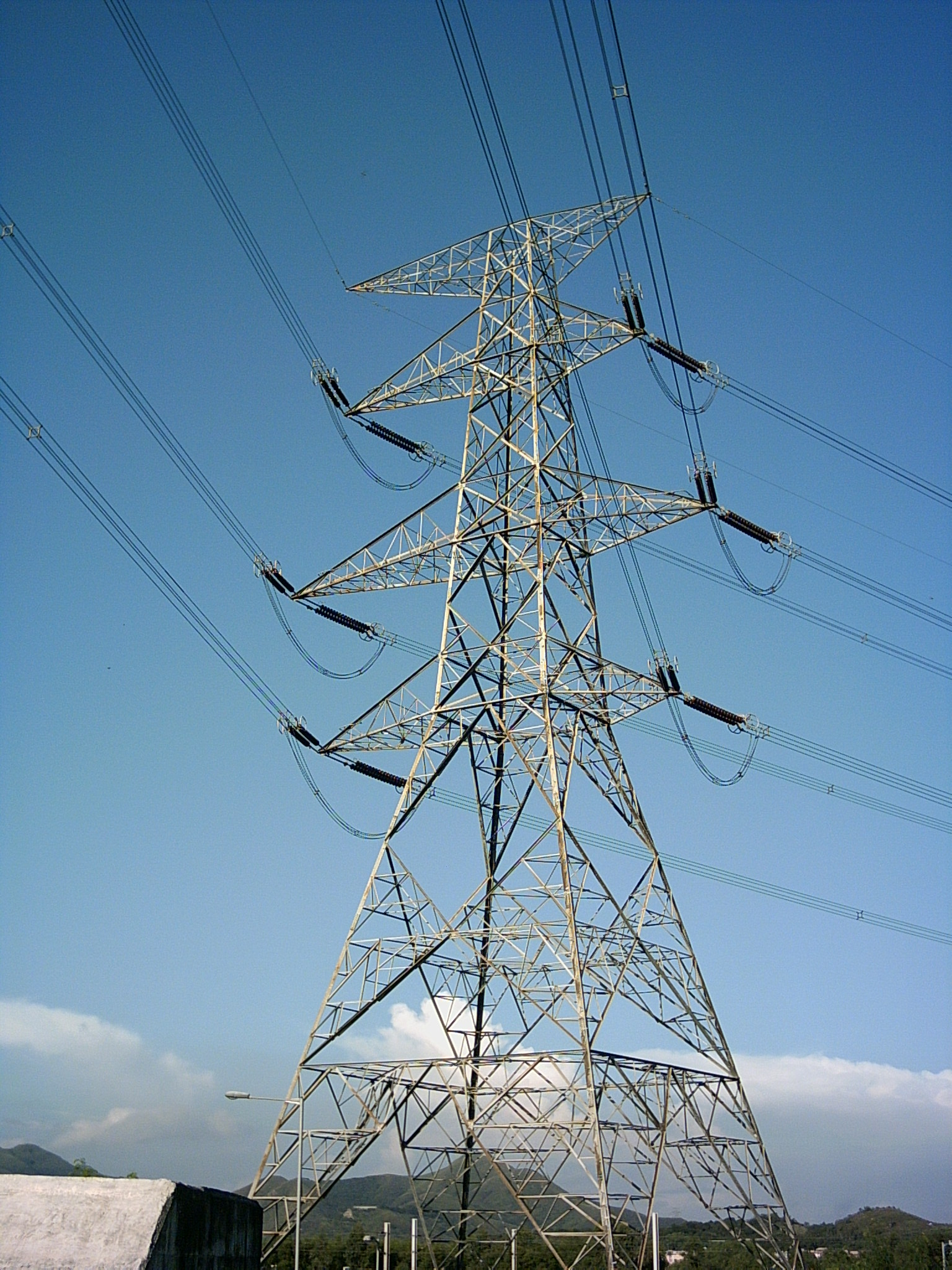
Điện năng có thể được truyền tải trên lưới điện.

Điện lực hay điện năng là năng lượng cung cấp bởi dòng điện. Cụ thể, nó là công cơ học thực hiện bởi điện trường lên các điện tích di chuyển trong nó. Năng lượng được sinh ra bởi dòng điện trong một đơn vị thời gian được gọi là công suất điện.
Khi dòng điện đi qua một điện trở, điện trở có thể bị nóng lên và tỏa nhiệt ra môi trường (như trong bếp điện). Các máy biến năng có thể chuyển hóa điện năng cung cấp bởi dòng điện ra thành nhiều dạng năng lượng khác, như nhiệt năng trong ví dụ trên, quang năng (bóng đèn), động năng (động cơ điện) hay âm thanh (loa).
Các thiết bị dùng điện năng đã đi sâu vào cuộc sống trong xã hội loài người hiện đại và điện năng là một mặt hàng thiết yếu. Điện năng thường được phân phối đến các hộ gia đình và các cơ sở sản xuất, cơ quan dưới đơn vị đo kilowatt giờ, với giá bán có thể thay đổi theo địa điểm, thời điểm trong ngày hay trong năm, và lượng tiêu thụ.

## Định luật Watt
Trong một mạch điện khép kín của một điện thế mắc nối tiếp với một điện trở
Định luật Watt cho rằng 
Công suất điện thì bằng tích của cường độ dòng điện và hiệu điện thế
Biểu diển bằng công thức toán
{\displaystyle P=IV}
{\displaystyle P} - Năng lượng điện đo bằng đơn vị Watt W
{\displaystyle I} - Dòng điện đo bằng đơn vị Ampere A
{\displaystyle V} - Điện thế đo bằng đơn vị Vôn V
Từ trên
{\displaystyle P=IV={\frac {V}{R}}={\frac {V^{2}}{R}}}
{\displaystyle P=IV=I\times I\times R=I^{2}R}